# Reninus bruchi
Reninus bruchi är en skalbaggsart som beskrevs av August Reichensperger 1927. Reninus bruchi ingår i släktet Reninus och familjen stumpbaggar. Inga underarter finns listade i Catalogue of Life.